# Ropalomera femorata
Ropalomera femorata är en tvåvingeart som först beskrevs av Fabricius 1805.  Ropalomera femorata ingår i släktet Ropalomera och familjen Ropalomeridae. Inga underarter finns listade i Catalogue of Life.